# Dhanki
Dhanki, ḍhankī, ist eine kleine, seltene Kesseltrommel, die zumeist paarweise in der indischen Volksmusik in Südindien gespielt wird.

## Bauform und Spielweise
Die dhanki besitzt einen schalenförmigen, hölzernen Korpus. Die aus einer Tierhaut bestehende Membran wird über den Rand gezogen und mittels Hautstreifen an Löchern befestigt, die am Rand umlaufen. Mit einer V-förmigen Schnürung wird die Membran an einem um den Boden gelegten Ring verspannt.
Die Verwendung der dhanki erwähnt der britische Infanterist Charles Russel Day (1860–1900), der während seines fünfjährigen Militärdienstes in Indien in den 1880er Jahren reiches Material zur indischen Musik und zu Musikinstrumenten zusammentrug. Er beschreibt auch die bei festlichen Anlässen vor dem Tempel mit Blasinstrumenten, Trommeln und Idiophonen gespielte religiöse Musik. Das typische professionelle Ensemble, das in Südindien bei Tempelzeremonien, Hochzeitsfeiern, öffentlichen Festen und Tanzaufführungen (verallgemeinernd als tamashas bezeichnet) auftrat, bestand demnach üblicherweise aus ein oder zwei nadaswaram – Kegeloboen, von denen eine für die Melodie und die andere für einen Bordunton (curuti, Sanskrit sruti) sorgt, einer Fasstrommel dhol (heute die südindische Doppelkonustrommel mridangam) und einem Paar Handzimbeln (jhanj). Ein solches Ensemble (mela, Sanskrit „Versammlung“, „Zusammentreffen“) bestand in manchen Fällen aus einer mukhavina („Mund/Gesicht-vina“) – einer kleineren Version der nadaswaram, die heute nur noch gelegentlich in der südindischen Volksmusik gespielt wird, einer Bambusquerflöte (venu), einem Flageolett, einem Borduninstrument und einer dhanki (irreführend als side drum, „kleine Trommel“ umschrieben). Außer dass die zeitweilig „misstönenden Geräusche“ dieser Ensembles mit zwischen drei und 30 Musikern am angenehmsten aus der Ferne zu hören seien, äußert Day sich nicht weiter zur Art der Musik.
In einem heutigen Volksmusikensemble in Tamil Nadu kann die melodieführende mukhavina von einer dhanki oder einer zweifelligen Trommel (mridangam) und einer sruti upanga begleitet werden. Letzteres ist eine in Tamil Nadu vorkommende einfache Sackpfeife, die nur als Borduninstrument dient. Musikgruppen mit mukhavina und Trommeln sind in der zeremoniellen und ländlichen Unterhaltungsmusik bei Festen in ganz Südindien verbreitet. Im 19. Jahrhundert gehörten kleine Mukhavina-Ensembles (cinna melam, Tamil „kleines Ensemble“) auch zur Begleitmusik der Bharatanatyam-Tänze, bis dort Anfang des 20. Jahrhunderts das kleine, schrill klingende Doppelrohrblattinstrument durch eine westliche Klarinette ersetzt wurde.

## Herkunft und Verbreitung
Day erwähnt eine weitere kleine Kesseltrommel namens dinni, die Angehörige der Dasari-Kaste bei vishnuitischen Tempelzeremonien in Südindien spielten, und stellt eine Ähnlichkeit mit der im arabischen Raum gebräuchlichen, metallenen Kesseltrommel tabl schami fest, die mit zwei Stöckchen geschlagen wird. Kesseltrommeln haben in Indien eine bis in die Zeit des Rigveda (2. Jahrtausend v. Chr.) zurückreichende Tradition, als sie möglicherweise unter dem Namen dundubhi bekannt waren. In vielen Fällen war in den vedischen Schriften und in den nachfolgenden großen Epen mit dundubhi wohl eine als Kriegstrommel verwendete große Trommel mit einem hölzernen Korpus gemeint. Die größte indische Kesseltrommel ist die im östlichen Nordindien verbreitete dhamsa. Die einfachste Form einer Kesseltrommel stellt ein an seiner Öffnung mit einer Membran bespannter Tontopf dar. Hiervon werden einige Typen bis heute in regionalen Musikstilen verwendet, etwa die ghumat in Goa oder die besonders geformte mizhavu in Kerala.
Eine spätere Tradition, die Day andeutet, ist mit dem Namen nagara für einen aus dem orientalisch-islamischen Kulturraum stammenden Kesseltrommeltyp verbunden, der paarweise gespielt wird. Die nagara gehörte bei den Mogulherrschern seit Anfang des 16. Jahrhunderts zu den Insignien der Macht und ist entsprechend auf indischen Buchmalereien abgebildet. Sie kommt wie die ebenfalls paarweise gespielte dhanki nur in der Volksmusik vor. Die dhanki ist nicht identisch mit der größeren südindischen Kesseltrommel dhanka, welche funktionell der nagara entspricht und bei Tempelprozessionen auf dem Rücken von Pferden transportiert wird. Seit der Mogulzeit ist unter dem aus dem Persischen stammenden Namen tasha eine flache Kesseltrommel mit einem Ton- oder Metallkorpus in Indien verbreitet. Das bekannteste indische Trommelpaar ist die tabla.